# Claude Moraes
Claude Ajit Moraes (ur. 22 października 1965 w Adenie) – brytyjski polityk, poseł do Parlamentu Europejskiego V, VI, VII i VIII kadencji.

## Życiorys
W 1988 uzyskał dyplom licencjata z dziedziny prawa na Uniwersytecie w Dundee. Rok później uzyskał tytuł magistra administracji rządowej i prawa administracyjnego na Uniwersytecie w Londynie. W 1991 ukończył studia podyplomowe z zakresu prawa międzynarodowego w London School of Economics. Od 1987 do 1989 był doradcą Johna Reida i Paula Boatenga w Izbie Gmin. W latach 1992–1998 był dyrektorem rady do spraw opieki społecznej nad imigrantami, a od 1998 do 1999 komisarzem w komisji do spraw równości rasowej. W latach 1993–1998 był dyrektorem generalnym funduszu pomocy imigrantom. Jest współautorem publikacji dotyczących migracji.
W 1999 uzyskał mandat posła do Parlamentu Europejskiego, w 2004, 2009, 2014 i 2019 z powodzeniem ubiegał się o reelekcję. W 2004 został przewodniczącym intergrupy ds. różnorodności i przeciwdziałania rasizmowi.